# Siedah Garrett
Siedah Garrett (Los Angeles, 24 juni 1960) is een Amerikaanse zangeres en songwriter.

## Biografie
In 1984 bereikte Garrett voor het eerst de hitlijsten met het duet "Don't Look Any Further" gezongen met Dennis Edwards. In de paar jaar die daar op volgden had ze enkele bescheiden successen met singles als "Curves", "Do You Want It Right Now" en "Everchanging Times".
In 1987 kreeg ze bekendheid door haar samenwerking met Michael Jackson op het album Bad. Voor dit album schreef ze samen met Glen Ballard de single Man In The Mirror, dat onder andere in de Verenigde Staten een nummer 1-hit werd. Tevens is ze als achtergrondzangeres op dit nummer te horen. Daarnaast zong ze met Michael het duet I Just Can't Stop Loving You, een nummer1 hit in de V.S., het Verenigd Koninkrijk, Nederland en België. Tijdens Jacksons Dangerous World Tour was Garrett een van de achtergrondzangeressen.
Garrett is ook te horen als achtergrondzangeres op verschillende Madonna-nummers waaronder True Blue en Who's That Girl, en tijdens Madonna's Re-Invention Tour. Verder is ze achtergrondzangeres op nummers van onder anderen Donna Summer, Nick Kamen, Boz Scaggs, Michael McDonald, Santana, Anastacia.
Rond 1997 was Garrett korte tijd zangeres van de Britse acid jazz-band Brand New Heavies, waarmee ze het album Shelter opnam. Na haar vertrek bij deze band, heeft Garett zich weer gericht op haar solowerk en het schrijven van nummers voor anderen.
In 2007 werd Garrett genomineerd voor een Oscar, voor het nummer "Love You I Do" voor de film Dreamgirls. In 2008 won ze voor dit nummer een Grammy Award.

## Discografie

### Solo-albums
- Kiss Of Life (Qwest, 1988)
- Siedah (Motown, 2003)

### Met de Brand New Heavies
- Shelter (FFRR, 1997)
  - "Sometimes" (Delicious Vinyl, 1997)
  - "You Are The Universe" (FFRR, 1997)
  - "You've Got A Friend" (FFRR, 1997)
  - "Shelter" (FFRR, 1998)

### Singles
- "Don't Look Any Further" (Dennis Edwards feat. Siedah Garrett) (Motown, 1984)
- "Curves" (Qwest, 1985)
- "Do You Want It Right Now" (Qwest, 1985)
- "I Just Can't Stop Loving You" (Michael Jackson in duet met Siedah Garrett) (Epic, 1987)
- "Everchanging Times" (Qwest, 1987)
- "K.I.S.S.I.N.G." (Qwest, 1988)
- "Refuse To Be Loose" (Qwest, 1988)
- "I Don't Go For That" (Quincy Jones feat. Siedah Garrett) (Qwest / Warner Bros., 1989)
- "I'm Yours" (Quincy Jones feat. El DeBarge & Siedah Garrett) (Qwest / Warner Bros., 1989)
- "Listen Up" (Quincy Jones feat. Al B Sure, El DeBarge, James Ingram, Karyn White, Ray Charles, Siedah Garrett, Tevin Campbell & The Winans) (Qwest / Warner Bros., 1989)
- "The Places You Find Love" (Quincy Jones feat. Chaka Kahn, Siedah Garrett & Tevin Campbell) (Qwest / Warner Bros., 1990)
- "Rain Down Love" (Freemasons feat. Siedah Garrett) (Loaded, 2007)
- "I Want Your Soul" (Armand Van Helden feat. Siedah Garrett)
- "Funky Bahia" (Sérgio Mendes feat. Will.i.am & Siedah Garrett) (Concord Music Group, 2008)

### NPO Radio 2 Top 2000
| Nummer met noteringen in de NPO Radio 2 Top 2000   | '09 | '10 | '11  | '12  | '13  | '14  | '15  | '16  | '17  | '18  |
| -------------------------------------------------- | --- | --- | ---- | ---- | ---- | ---- | ---- | ---- | ---- | ---- |
| I Just Can't Stop Loving You (met Michael Jackson) | 714 | -   | 1484 | 1990 | 1634 | 1832 | 1970 | 1834 | 1929 | 1847 |

1. ↑  Een '-' betekent dat het nummer niet was genoteerd en een vetgedrukt getal geeft de hoogste notering aan.
2. ↑  2009 was het eerste jaar met een notering voor dit nummer.
3. ↑  Deze tabel is bijgewerkt tot en met de laatste editie (2024).

- Biblioteca Nacional de España: XX1582413
- Bibliothèque nationale de France: cb13978223q (data)
- CiNii: DA18947785
- Gemeinsame Normdatei: 134589491
- International Standard Name Identifier: 0000 0000 7970 4019
- Library of Congress Control Number: n91118112
- MusicBrainz: 69407e6e-8cc1-4d48-91f8-7e07b94032a0
- Nationale Bibliotheek van Tsjechië: xx0119255
- Nationale Bibliotheek van Israël: 987007349683105171
- Nederlandse Thesaurus van Auteursnamen: 321446135
- Istituto Centrale per il Catalogo Unico: DDSV056077
- Virtual International Authority File: 10042106
- WorldCat: E39PBJB8wHpghtHcGPttgrRtKd